# Bitter Winter
Bitter Winter ist ein täglich erscheinendes Onlinemagazin über Religionsfreiheit und Menschenrechte in China, das seit Mai 2018 von dem italienischen Forschungscenter CESNUR in mehreren Sprachen veröffentlicht wird. Es wurde in China dafür kritisiert, dass es voreingenommen gegenüber dem Kommunismus und der Regierung sei. Die NGO Human Rights Without Frontiers berichtete, dass im Juli 2018 einige chinesische Korrespondenten des Magazins verhaftet worden seien.

## Geschichte
Bitter Winter wuchs aus CESNURs Interesse an neuen religiösen Bewegungen und religiösem Pluralismus in China. Mit CESNUR affiliierte Forscher, inklusive des Geschäftsführers von CESNUR, Massimo Introvigne, wurden 2017 nach China eingeladen, um die Situation von „Sekten“ dort zu diskutieren. Erste Pläne für das Magazin wurden von CESNUR am 14. Mai 2018 auf der Internationalen Turiner Buchmesse 2018 innerhalb einer Musik und Religion gewidmeten Veranstaltung, die das fünftägige Musikfestival abschließt, vorgestellt. Ursprünglich wurde das Magazin ausschließlich auf Englisch veröffentlicht. In den folgenden Monaten folgten jedoch Ausgaben auf Chinesisch, Koreanisch, Italienisch, Japanisch, Französisch, Deutsch und Spanisch.
Der Chefredakteur von Bitter Winter ist der italienische Soziologe Massimo Introvigne. Der italienische Journalist Marco Respinti ist der Leiter, während es noch zwei stellvertretende Herausgeber gibt: Willy Fautré, den belgischen Gründer der NGO Human Rights Without Frontiers, und die ehemalige litauische Diplomatin und Vorsitzende der Arbeitsgruppe der Europäischen Union zu humanitärer Hilfe, Rosita Šorytė.

## Rezeption
Bitter Winter wurde von einigen christlichen und muslimischen Medien als tägliche Quelle von ansonsten schwer auffindbaren Informationen zu religiös verfolgten Gruppen in China begrüßt. Das offizielle Magazin des Bistums Macau bezeichnete es als „eine unschätzbare Quelle für all die, die sich für Religion im Land China interessieren.“ Der Weltkongress der Uighuren hat mehrfach Artikel von Bitter Winter nachgedruckt.
Konservative Medien, die China regelmäßig kritisieren, nutzen Bitter Winter auch als Munition für ihre Kampagnen. Das konservative amerikanische Onlinemagazin The Federalist bezeichnete Bitter Winter als „in höchstem Maße informativ“ und ihren Herausgeber als „eine Autorität in Sachen Religion und Menschenrechte in China“.
Wie zu erwarten, reagierten Akteure auf der anderen Seite des politischen Spektrums negativer. Im Mai 2018 berichteten sowohl Katholisches als auch die Onlineausgabe der italienischen Wochenzeitung L’Espresso umfangreich über Kritik an Bitter Winter von Seiten liberaler Katholiken und anderer, die glaubten, dass das Magazin anti-kommunistische Kampagnen der amerikanischen Regierung gegen China fördere und ein zu der Zeit verhandeltes Abkommen zwischen China und dem Vatikan zu torpedieren gesucht habe.
Andere jedoch kritisierten Bitter Winter für seine moderate Haltung zu demselben Vatikan-China-Abkommen. The Federalist, ein entschiedener Gegner des Abkommens, bezeichnete es als „beunruhigend“, dass Bitter Winter glaube, der Vatikan könne eine fundierte Langzeitstrategie haben. Die philippinische Tageszeitung The Manila Times, die umfassend über die katholische Kirche in Ostasien schreibt, zählt Bitter Winter zu jenen, die „glauben, dass das Konkordat nicht ausschließlich schlecht für die Chinesische Katholische Kirche sein würde“.

## Chinesische Kritik
Die chinesische Regierung glaubt, dass Bitter Winter nur ein weiteres Werkzeug anti-chinesischer Propagandisten sei, die Gruppen verteidigen, die China als „Sekten“ sieht und verboten hat. Bitter Winter hat selbst Dokumente veröffentlicht, in denen die Kommunistische Partei Chinas das Magazin anprangert und davor warnt, dass ihre aus China arbeitenden Korrespondenten bestraft würden. Sowohl Bitter Winter als auch einige NGOs berichteten darüber, dass mehrere chinesische Korrespondenten, die dem Magazin Artikel zugesendet hatten, verhaften worden seien.